# Pseudolynchia mistula
Pseudolynchia mistula är en tvåvingeart som beskrevs av Maa 1969. Pseudolynchia mistula ingår i släktet Pseudolynchia och familjen lusflugor. Inga underarter finns listade i Catalogue of Life.